# Sistema Integrado de Informações sobre Operações Interestaduais com Mercadorias e Serviços
O Sistema Integrado de Informações sobre Operações Interestaduais com Mercadorias e Serviços (SINTEGRA) é o sistema que foi implantado no Brasil com a finalidade de facilitar o fornecimento de informações dos contribuintes aos fiscos estaduais e de aprimorar o fluxo de dados nas administrações tributárias e entre as mesmas.
O SINTEGRA permite o controle informatizado das operações de entradas e saídas interestaduais realizadas pelos contribuintes de ICMS. Ele segue o modelo de informações sobre o Imposto sobre o valor agregado (IVA) da União Europeia, porém adaptado às características do Brasil, ele também permite o intercâmbio de informações entre os fiscos estaduais e a Receita Federal.
As suas principais diretrizes são: resguardar os princípios constitucionais do federalismo, receber informações com qualidade, facilitar ao contribuinte a prestação das informações requeridas e preservar o sigilo fiscal. Suas principais metas são: Informatizar a relação fisco e contribuinte, verificar e acompanhar as operações realizadas por contribuintes de ICMS, apurar comportamento anômalo e disponibilizar informações à fiscalização.
Para administrar o sistema SINTEGRA, cada unidade da federação ficou encarregada de criar uma unidade de enlace estadual (UEE) dentro da estrutura organizacional da Secretaria da Fazenda Estadual.
Para gerenciar as atividades do SINTEGRA a nível nacional, foi criado o Grupo Gestor de Trabalho GT-15 (SINTEGRA). Este grupo reúne todos os representantes do SINTEGRA em cada Estado brasileiro. Cabe ao agente do fisco designado para gerenciar a Unidade de Enlace Estadual do seu Estado participar trimestralmente das reuniões deste grupo.
Todos os contribuintEs de ICMS que emitem documentos fiscais e/ou que escrituram livros fiscais através de sistema eletrônico de processamento de dados, ainda que através de terceiros (escritório de contabilidade, CPD externo, etc), estão obrigados a enviar as informações para o SINTEGRA.
Esta obrigatoriedade para a entrega de um arquivo magnético foi estabelecida pelo Decreto 4.204, de 16 de agosto de 2000.
Para o envio das informações é necessário um programa validador, que é um "software" disponibilizado pelas Secretarias de Fazenda para consistir as informações prestadas para o SINTEGRA em meio magnético pelos contribuintes, ou seja, esse programa verifica se o arquivo a ser entregue á Secretaria está de acordo com as regras estabelecidas no Convênio ICMS 57/95/2010.